# Attacobius nigripes
Attacobius nigripes is een spinnensoort uit de familie van de loopspinnen (Corinnidae).
De wetenschappelijke naam van de soort werd in 1942 als Morenilia nigripes gepubliceerd door Cândido Firmino de Mello-Leitão.